# Speldosan (bok)
Speldosan, (original:Tuck Everlasting) är en barnbok av Natalie Babbitt, utgiven 1975, den kom i svensk översättning 1981.

## Handling
Boken handlar om en flicka, ungefär 11 år gammal, Winnie Foster, vars familj äger skogen som de bor i. Den utspelar sig 1880. En dag hör hon någon slags musik komma från skogen. Nästa morgon smiter hon iväg från sitt hus för att utforska var ljudet hade kommit från. När hon har gått ett litet tag ser hon en pojke som sitter vid ett träd och dricker vatten som kommer från en källa vid trädet. Han heter Jesse Tuck och säger att han är 117 år gammal. Winnie tror inte på det här, men senare berättar Jesse och resten av hans familj, Angus, Mae och Miles, att källan som Jesse drack ur innehåller vatten som gjort dem odödliga. Winnie var den första, förutom familjen Tuck, att veta om vattnet. Senare säger en man som har spionerat på familjen Tuck & Winnie, till Sheriffen att familjen Tuck har kidnappat henne. Eftersom de vill ha kvar Winnie så slår Mae mannen i huvudet med någon slags hård klubba och han dör. Mae Tuck blir dömd till hängning men det går ju inte eftersom hon inte kan dö. Winnie, Angus, Miles och Jessie gör upp en plan för att få ut Mae ur fängelset. Miles bryter upp stängerna, Winnie klättrar in i fängelset och får ut Mae.
Nästa morgon när Sheriffen går förbi så ser han Winnie i stället för Mae. Familjen Tuck har nu hunnit långt bort ifrån skogen, men innan de gav sig av sa Angus till Winnie att inte dricka av vattnet, men Jesse sa att hon skulle.
I det sista kapitlet kommer Angus och Mae tillbaka till skogen ungefär 70 år senare och de går in på kyrkogården och ser en gravsten där det står
Winnie Foster 1870-1948

## Filmatisering
Boken har filmatiserats två gånger, 1981 och 2002. I filmen Tuck Everlasting från 2002, sågs bl.a. William Hurt, Sissy Spacek , Alexis Bledel och Jonathan Jackson i rollerna.